# (17823) Bartels
(17823) Bartels  es un asteroide perteneciente al cinturón de asteroides, descubierto el 1 de abril de 1998 por James M. Roe desde el Observatorio de Oaxaca, en México.

## Designación y nombre
Bartels se designó inicialmente como 1998 GA.
Más adelante fue nombrado en honor al astrónomo aficionado  Mel Bartels (n. 1954).

## Características orbitales
Bartels orbita a una distancia media del Sol de 2,4266 ua, pudiendo acercarse hasta 2,1018 ua y alejarse hasta 2,7514 ua. Tiene una excentricidad de 0,1338 y una inclinación orbital de 4,0622° grados. Emplea en completar una órbita alrededor del Sol 1380 días.

## Características físicas
Su magnitud absoluta es 14,5. El valor de su periodo de rotación es de 3,800 h.